# ICAN-II
ICAN-II fue una propuesta de nave interplanetaria tripulada que utilizaba el motor de microfisión catalizada por antimateria (ACMF) como principal forma de propulsión. La nave fue diseñada en la Universidad Estatal de Pensilvania en la década de 1990 como una forma de realizar una misión tripulada a Marte. El motor ACMF propuesto sólo necesitaría 140 nanogramos de antiprotones junto con las fuentes tradicionales de combustible fisionable para permitir un tiempo de tránsito a Marte de 30 días. Se trata de una mejora considerable con respecto a muchas otras formas de propulsión que pueden utilizarse para misiones interplanetarias, debido a la elevada relación empuje-peso e impulso específico de los combustibles nucleares. Algunos de los inconvenientes del diseño son los riesgos de radiación inherentes a la propulsión nuclear de pulsos, así como la limitada disponibilidad de los antiprotones utilizados para inicializar la reacción de fisión nuclear. Incluso la pequeña cantidad requerida por el motor ACMF equivale a la producción total de antimateria en las instalaciones CERN y Fermilab durante muchos años, aunque éstas crean antimateria sólo como subproducto de los experimentos de física, no como objetivo. El ICAN-II es similar al diseño del Proyecto Orión propuesto por Stanislaw Ulam a finales de la década de 1950. El Orión estaba destinado a ser utilizado para enviar seres humanos a Marte y Venus en 1968. El ICAN-II también utiliza, en cierto modo, "bombas" nucleares de empuje. Sin embargo, en lugar de bombas de fisión normales como las que utilizaría la Orión, el ICAN-II utiliza lo que son, esencialmente, muchas bombas de hidrógeno diminutas, activadas por una corriente de antiprotones. Las preocupaciones ecológicas probablemente requerirían que el ICAN-II se ensamblara en el espacio.
La radiación del motor ACMF del ICAN-II será interceptada por una coraza de carburo de silicio de 4 metros de radio. Además, 1,2 metros de hidruro de litio protegerán los anillos de combustible de los neutrones de alta energía que se expulsan de las explosiones nucleares, y 2,2 metros de blindaje protegerán los módulos de la tripulación. La nave espacial tendría una masa total de 625 toneladas métricas, con 82 toneladas métricas adicionales disponibles para la carga útil. Esto es más que suficiente para transportar un módulo de aterrizaje en Marte y vehículos de exploración.